# 砥鹿神社 (静岡市)

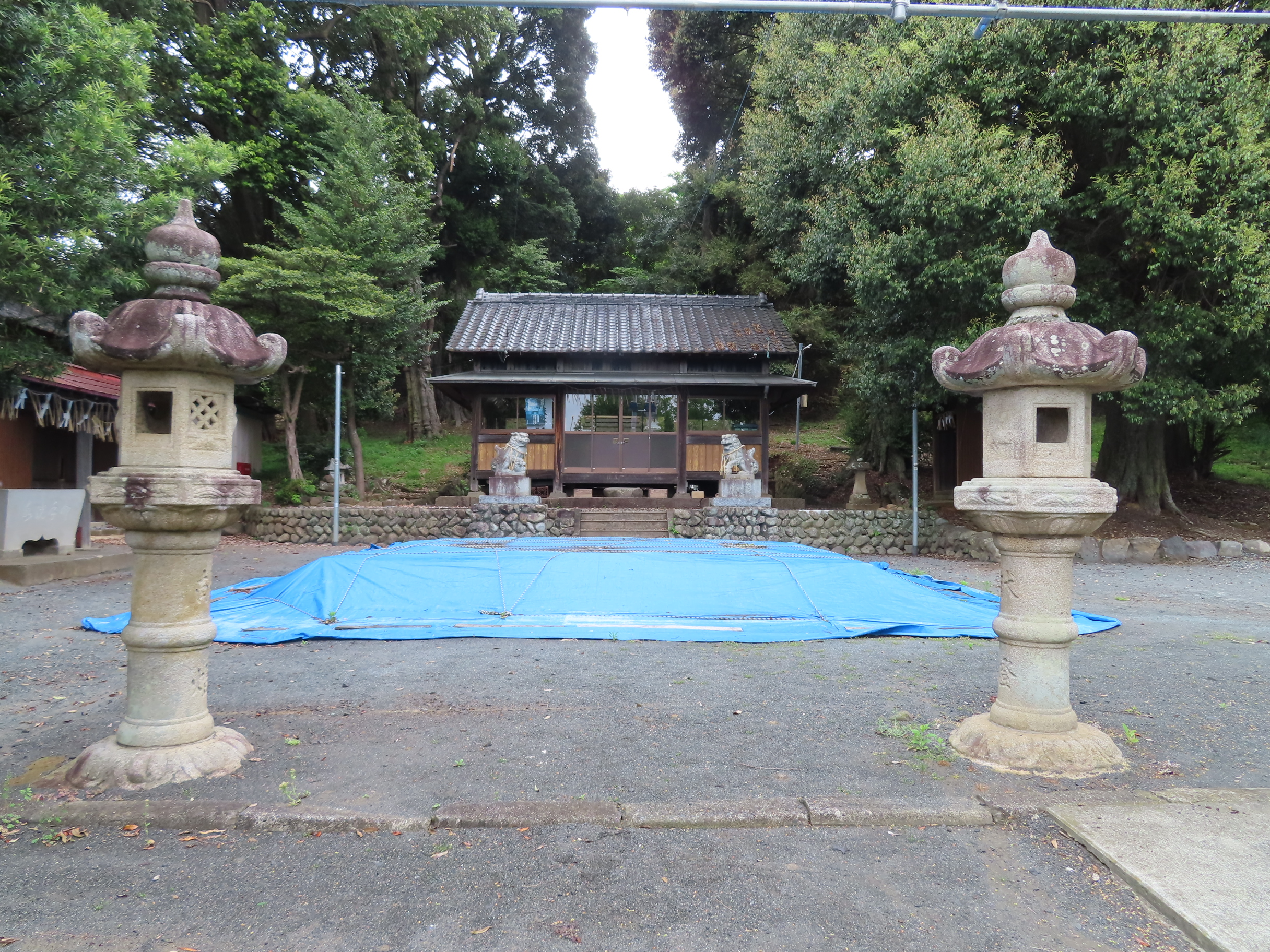
境内

砥鹿神社（とがじんじゃ）は、静岡県静岡市清水区原にある神社。旧社格は村社。

## 概略
静岡市清水区の三池平古墳に接する神社である。創祀は未詳ながら、庵原氏に関連すると伝わり、古くは十万神社と称した。

## 祭神
- 大己貴命

## 摂末社
- 稲荷神社
- 天神社

## 所在地
- 静岡県静岡市清水区原360

## 周辺施設
- 清水ナショナルトレーニングセンター
- 静岡市立清水庵原中学校